# 1925 (曲)
「1925」（イチキュウニーゴー）、音声合成ソフト・初音ミク歌唱のVOCALOID楽曲。2009年10月5日、日本のボカロP・冨田悠斗（とみー/T-POCKET）によって発表された。
なお、後年の2011年、本楽曲のカバーソングを収録し、歌手・Mizcaの3枚目シングルとしても発売された。

## 解説
1925は、2009年10月5日に動画投稿サイトニコニコ動画にて発表され、刺激的な歌詞もあいまって大きな人気を集めた。曲名は動画に使用されている、ちほの描いた車掌風のコスチュームを身に着けた初音ミクのイラストのタイトルをそのまま用いたもので、1925年に東京市電（現・東京都電車）に初めて女性車掌が採用されたことに由来する。なお、ちほはMizcaのカバーシングルのジャケットイラストも担当している。
同曲は2011年1月20日にEXIT TUNESより発売された、初音ミクなどVOCALOIDを用いた人気曲を集めたコンピレーション・アルバム『EXIT TUNES PRESENTS Vocalolegend feat.初音ミク』や、KarenTより2010年12月15日に配信された冨田自身のアルバム『T-POCKET』に収録された。カバーについては、Mizcaのシングルの他に、ニコニコ動画で発表され大きな人気を集めたゴムによるカバーを収録したアルバムなども発売されている。冨田は1925が評価されるようになった要因として、ちほのイラストとともに、ゴムのカバーがニコニコ動画で人気が集めたことを挙げている。

## Mizcaによるカバーシングル
Mizcaのシングルは同名義での3枚目のシングルとして2011年3月9日に日本クラウンより発売された。Mizcaは薦められたCDに収録されていたことをきっかけに1925を気に入り、そうして気に入った曲の中から1925をカバーする企画になったという。なお、同シングル収録の1925はトランスにアレンジされている。ジャケットは原曲の動画に用いられたイラストを模したちほによる書き下ろしで、タイプAではMizcaをイメージした車掌服を纏った女性のイラストが、タイプBには同じ背景に同じコスチュームを纏ったMizca本人の写真が使用されている。

### Aタイプ盤
1. 1925 [3:45]
作詞・作曲：T-POCKET、編曲：宅見将典
2. FLY FLY FLIGHT!! [3:51]
作詞：Mizca　作曲：T-POCKET
3. 星のつぶつぶ [4:55]
作詞・作曲・編曲：pal@pop

### Bタイプ盤
1. 1925
作詞・作曲：T-POCKET、編曲：宅見将典
2. FLY FLY FLIGHT!!
作詞：Mizca、作曲：T-POCKET
3. 好きなの･･･ [4:06]
作詞・作曲・編曲：pal@pop